# Josephine (Texas)
Josephine è un centro abitato degli Stati Uniti d'America, situato nella contea di Collin dello Stato del Texas.

## Geografia fisica
Josephine è situata a 33°03′40″N 96°18′48″W (33.061018, -96.313227).
Secondo lo United States Census Bureau, ha un'area totale di 1,6 miglia quadrate (4,2 km²).

## Società

### Evoluzione demografica
Secondo il censimento del 2000, c'erano 594 persone, 205 nuclei familiari e 166 famiglie residenti nella città. La densità di popolazione era di 364,5 persone per miglio quadrato (140,7/km²). C'erano 220 unità abitative a una densità media di 135,0 per miglio quadrato (52,1/km²). La composizione etnica della città era formata dal 92,93% di bianchi, l'1,18% di afroamericani, lo 0,51% di nativi americani, lo 0,17% di asiatici, lo 0,51% di isolani del Pacifico, il 4,21% di altre razze, e lo 0,51% di due o più etnie. Ispanici o latinos di qualunque razza erano il 10,61% della popolazione.
C'erano 205 nuclei familiari di cui il 45,4% aveva figli di età inferiore ai 18 anni, il 66,3% erano coppie sposate conviventi, il 9,3% aveva un capofamiglia femmina senza marito, e il 19,0% erano non-famiglie. Il 15,1% di tutti i nuclei familiari erano individuali e il 4,9% aveva componenti con un'età di 65 anni o più che vivevano da soli. Il numero di componenti medio di un nucleo familiare era di 2,90 e quello di una famiglia era di 3,22.
La popolazione era composta dal 29,1% di persone sotto i 18 anni, il 9,8% di persone dai 18 ai 24 anni, il 29,3% di persone dai 25 ai 44 anni, il 24,4% di persone dai 45 ai 64 anni, e il 7,4% di persone di 65 anni o più. L'età media era di 36 anni. Per ogni 100 femmine c'erano 111,4 maschi. Per ogni 100 femmine dai 18 anni in giù, c'erano 106,4 maschi.
Il reddito medio di un nucleo familiare era di 34.750 dollari, e quello di una famiglia era di 41.250 dollari. I maschi avevano un reddito medio di 30.625 dollari contro i 23.333 dollari delle femmine. Il reddito pro capite era di 15.879 dollari. Circa l'11,1% delle famiglie e il 12,2% della popolazione erano sotto la soglia di povertà, incluso il 16,6% di persone sotto i 18 anni e il 4,2% di persone di 65 anni o più.